# Trautmannsdorf an der Leitha
Trautmannsdorf an der Leitha là một thị trấn ở huyện Bruck an der Leitha trong bang Niederösterreich ở nước Áo. Đô thị này có diện tích 35,39 km², dân số năm 2001 là 2686 người.